# Jacob Alberts

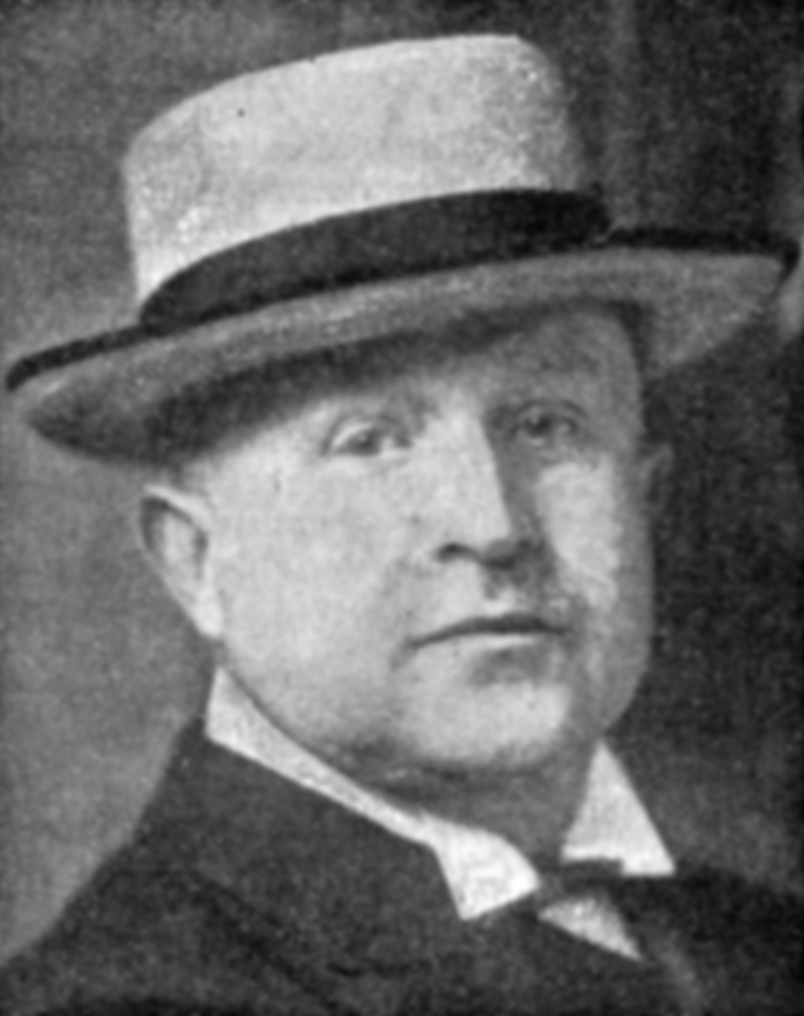
Jacob Alberts, um 1910

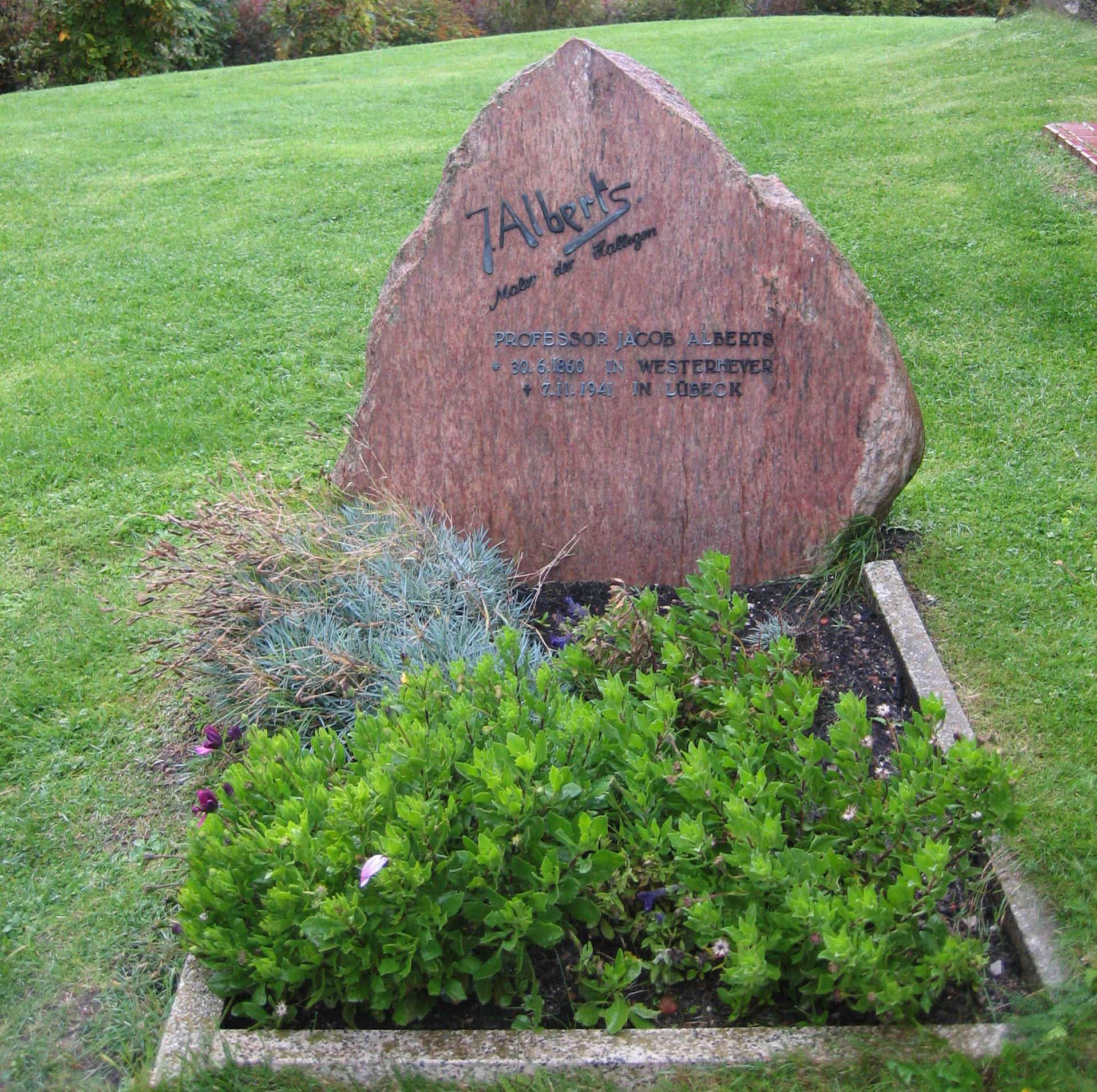
Grab von Jacob Alberts auf dem Friedhof von Westerhever

Jacob Alberts (* 30. Juni 1860 in Westerhever; † 7. November 1941 in Malente-Gremsmühlen) war ein deutscher Maler.

## Leben
Der Sohn des Marschhofbesitzers Peter Alberts besuchte nach der gymnasialen Ausbildung an der Domschule Schleswig (er sollte zunächst Pastor werden) von 1880 bis 1882 den Unterricht bei den Historienmalern Andreas Müller, Heinrich Lauenstein und Johann Peter Theodor Janssen an der Kunstakademie in Düsseldorf, danach bei Wilhelm von Diez an der Münchner Akademie der bildenden Künste.
Von München aus unternahm er Studienreisen nach Ungarn und Florenz, wo er im Atelier von Francesco Vinea arbeitete. In den Jahren 1886 bis 1890 besuchte Alberts in den Wintermonaten die Académie Julian in Paris und wurde dort u. a. von Jules-Joseph Lefebvre unterrichtet. Der Aufenthalt ermöglichte ihm Begegnungen mit den impressionistischen Malern Manet, Renoir, Monet und Pissarro. 1890 stellte er im Pariser „Salon“ aus. Die Auseinandersetzung mit dem französischen Impressionismus führte zwar zu einer Hellfarbigkeit, die insbesondere bei den blühenden Halliglandschaften zum Ausdruck kommt, doch insbesondere bei den Innenraumdarstellungen geht es ihm um die Bewahrung der Form und einer Beschreibung der Details.
Ab 1890 lebte der Künstler in Berlin, wo er als Lehrer im Porträtfach an der Kunstschule des Vereins der Berliner Künstlerinnen tätig war. Zu seinem Schülerinnen gehörte Paula Becker-Modersohn. Alberts zählte 1892 zu den Gründungsmitgliedern der Berliner Künstlergruppe Vereinigung der XI, aus der 1898 die Berliner Sezession hervorging, der Alberts ebenfalls als Gründungsmitglied angehörte.
In der Sommerzeit arbeitete er regelmäßig in seiner nordfriesischen Heimat. Das Erlebnis der bis dahin weitgehend unbekannten Welt der Halligen, die er 1887 entdeckte, brachte ihm den Ruf des „Halligmalers“ ein. Seit 1895 besuchte er regelmäßig auch die Insel Sylt. Über den Industrie-Organisator und späteren Außenminister Walther Rathenau wurde Alberts in Kreise der Hochfinanz eingeführt, die zumeist namhafte Kunstsammler waren. Der gefürchtete Kritiker Alfred Kerr und der Philosoph Friedrich Paulsen schrieben Hymnen auf seine Bilder. In Berlin wurde ihm durch den preußischen Kultusminister der Professorentitel verliehen.
1913 wurde Alberts in Hamburg ansässig, 1932 erwarb er ein Haus in Malente-Gremsmühlen. Reisen führten ihn nach Norwegen (1898), Holland (1901) England (1908), Spanien (1924) und auf die Insel Teneriffa (1911, 1924, 1938). 1940 war Alberts anlässlich seines 80. Geburtstages auf Antrag des Gauleiters von Schleswig-Holstein, Hinrich Lohse, als Preisträger der Goethe-Medaille für Kunst und Wissenschaft vorgesehen. Die Auszeichnung war bereits von Hitler und Goebbels genehmigt, sie unterblieb jedoch als bekannt wurde, dass Alberts zweimal wegen des § 175 angeklagt war. Alberts ist auf dem Friedhof der Kirche St. Stephanus in Westerhever bestattet, die er auf einem seiner in Paris ausgestellten Werke dargestellt hat.
Jacob Alberts war Mitglied im Deutschen Künstlerbund.

## Werke (Auswahl)

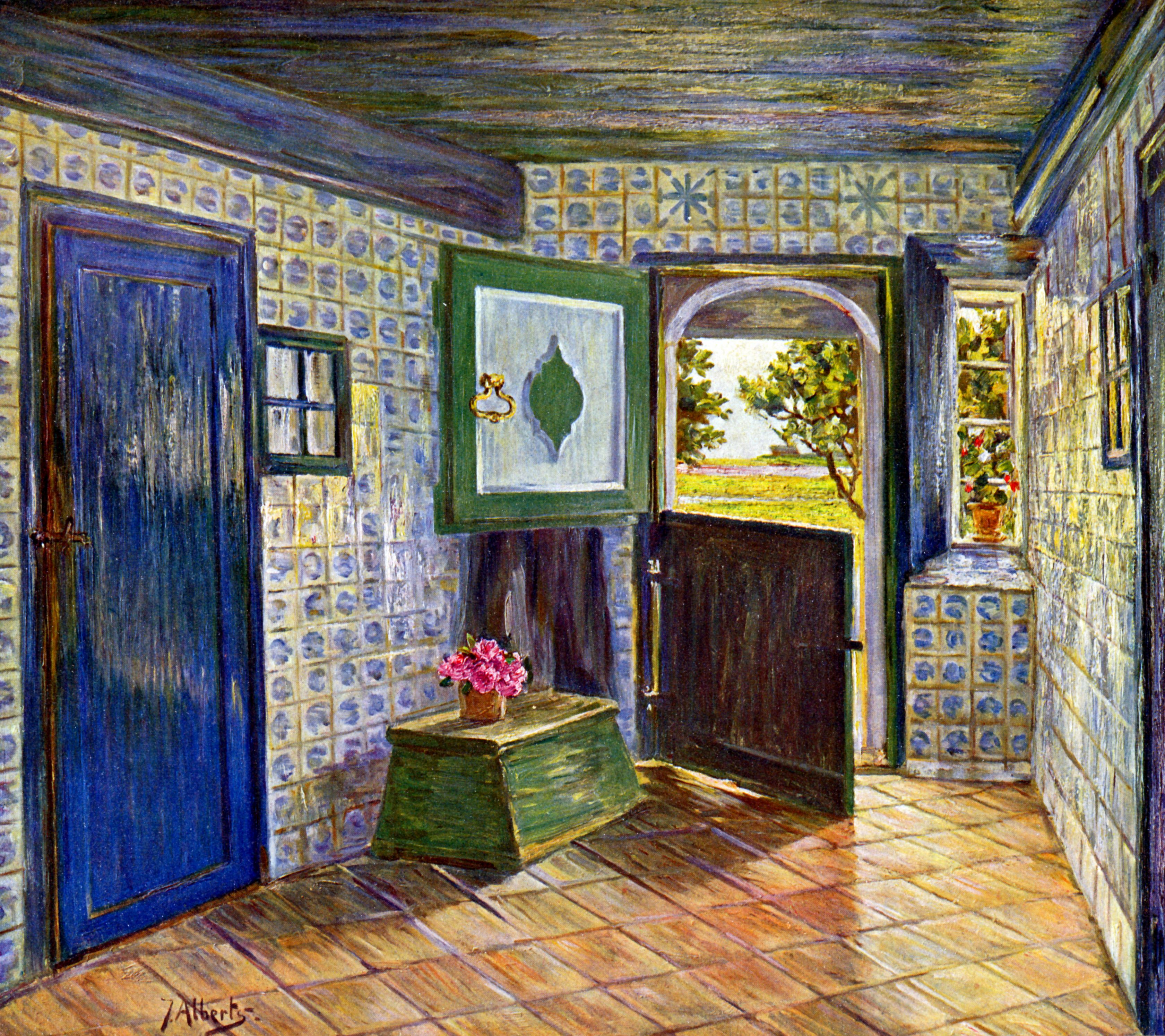
Blaue Diele auf Hallig Hooge
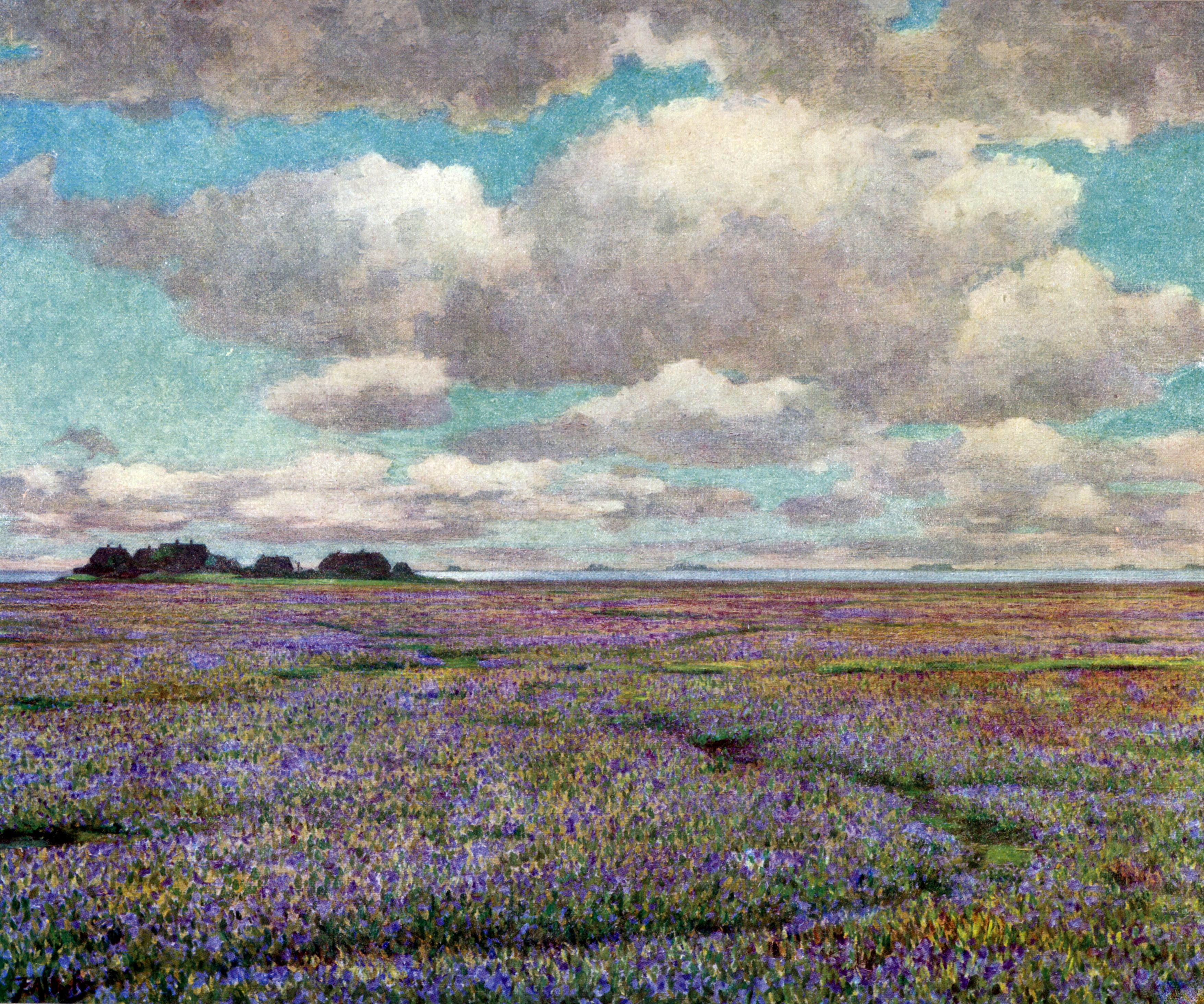
Blühende Hallig
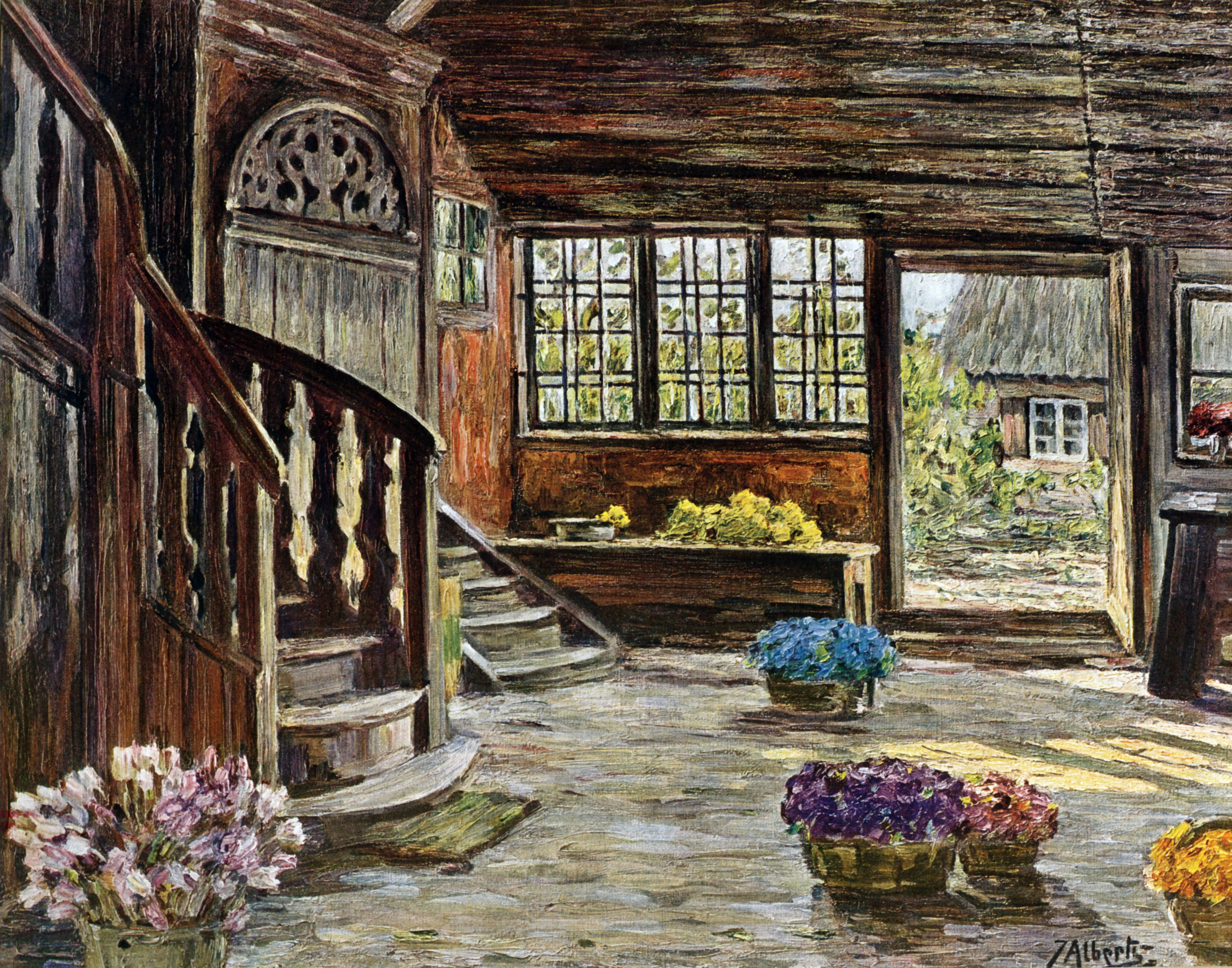
Diele aus Vierlanden

- Beichte auf der Hallig Oland (1891), Nordfriesisches Museum. Nissenhaus Husum
- Schmied Broders, Westerhever (1891), Nordfriesisches Museum. Nissenhaus Husum
- Predigt auf Hallig Gröde (1892), verschollen
- Königspesel auf Hallig Hooge (1893), Schleswig-Holsteinisches Landesmuseum, Schloss Gottorf, Schleswig
- Blühende Hallig (um 1895), Flensburg, Städtisches Museum
- Sylter Dünen (1898), Kiel, Kunsthalle
- Sonntagsbesuch auf der Hallig (Kaffeegesellschaft) (um 1902), Nordfriesisches Museum. Nissenhaus Husum
- Halligstube, Nordmarsch Langeness, Museum Kunst der Westküste, Alkersum/Föhr
- Blühende Hallig (1902/03), Nordfriesisches Museum. Nissenhaus Husum
- Blaue Diele auf Hooge (1905), Museumsberg Flensburg
- Kaffeegesellschaft (undatiert), Nordfriesisches Museum. Nissenhaus Husum
- Blühender Holunder (undatiert), Nordfriesisches Museum. Nissenhaus Husum
- Holsteinische Marschlandschaft, Hamburg, Altonaer Museum
- Die Kapitänswitwe
- Am kleinen Ukleisee bei Eutin (o. J.)